# Cirratulus serratus
Cirratulus serratus är en ringmaskart som beskrevs av Hartmann-Schröder 1974. Cirratulus serratus ingår i släktet Cirratulus och familjen Cirratulidae. Inga underarter finns listade i Catalogue of Life.